# Enclos paroissial de Berven-Plouzévédé
L'enclos paroissial de Berven-Plouzévédé est un enclos paroissial situé à Berven dans la commune de Plouzévédé (Finistère, Bretagne). Il inclut la chapelle Notre-Dame-de-Berven, une fontaine et une porte triomphale,. Il est classé monument historique en 1909.

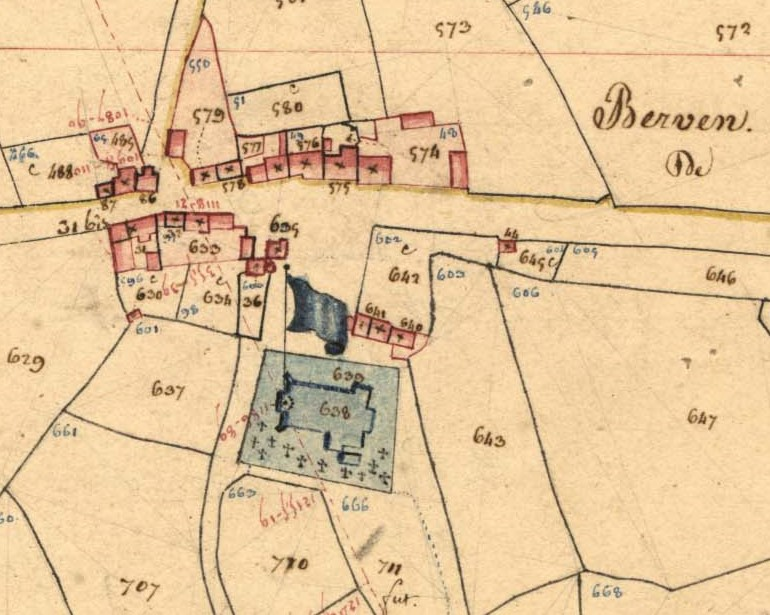
Plan de l'enclos en 1830. Avec l'église et le cimetière.

## Galerie

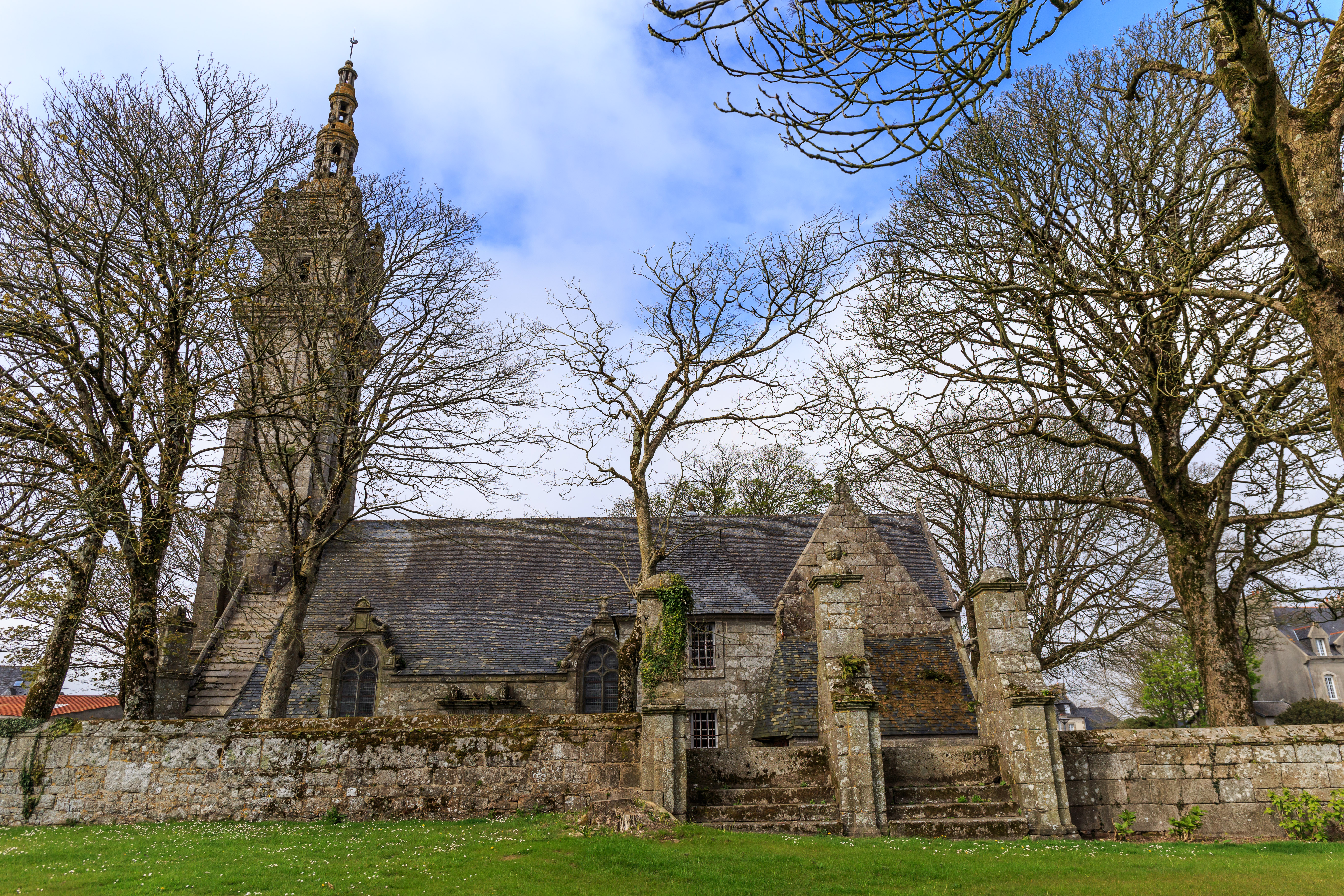
La chapelle.
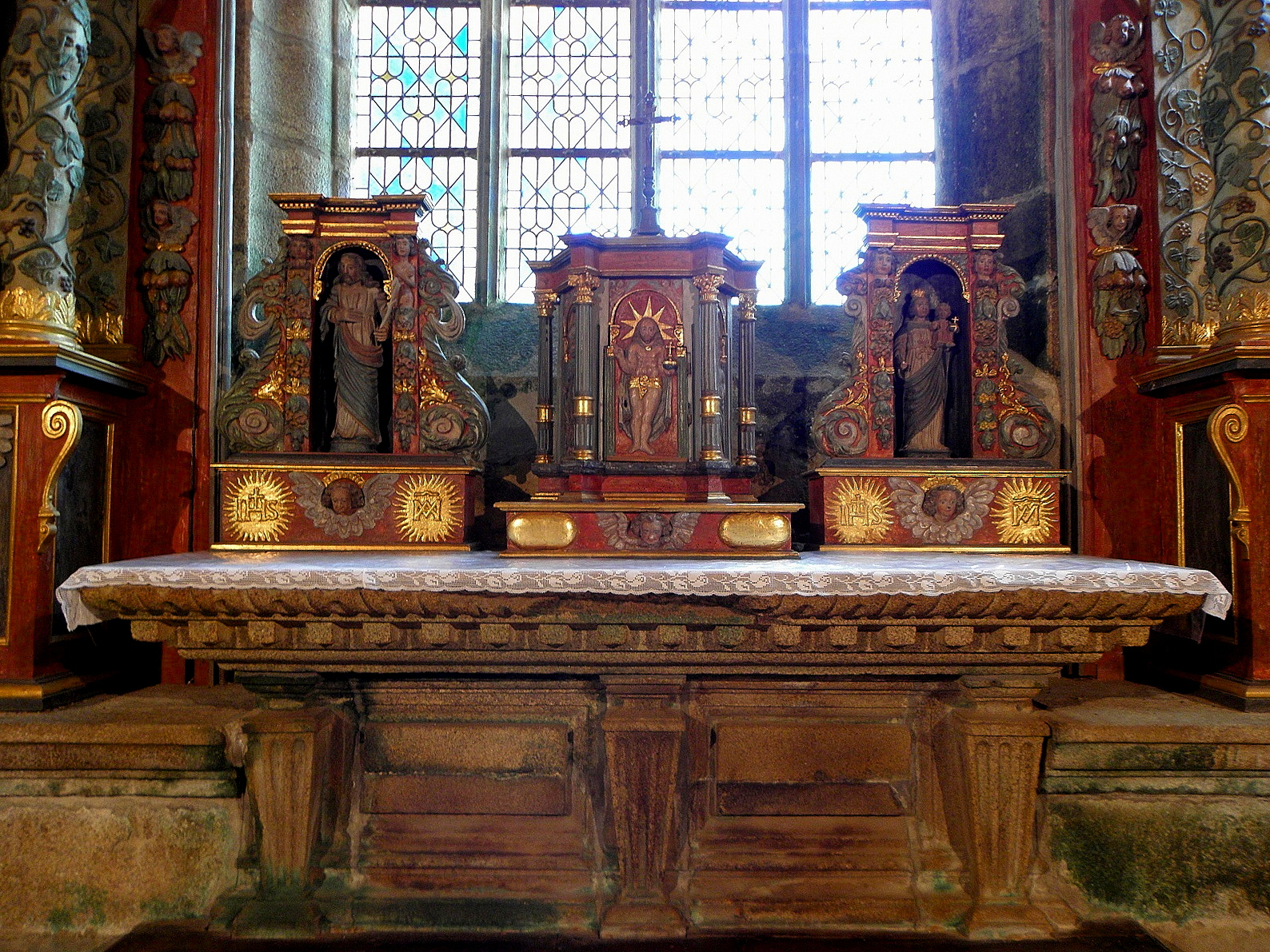
Le maître-autel.
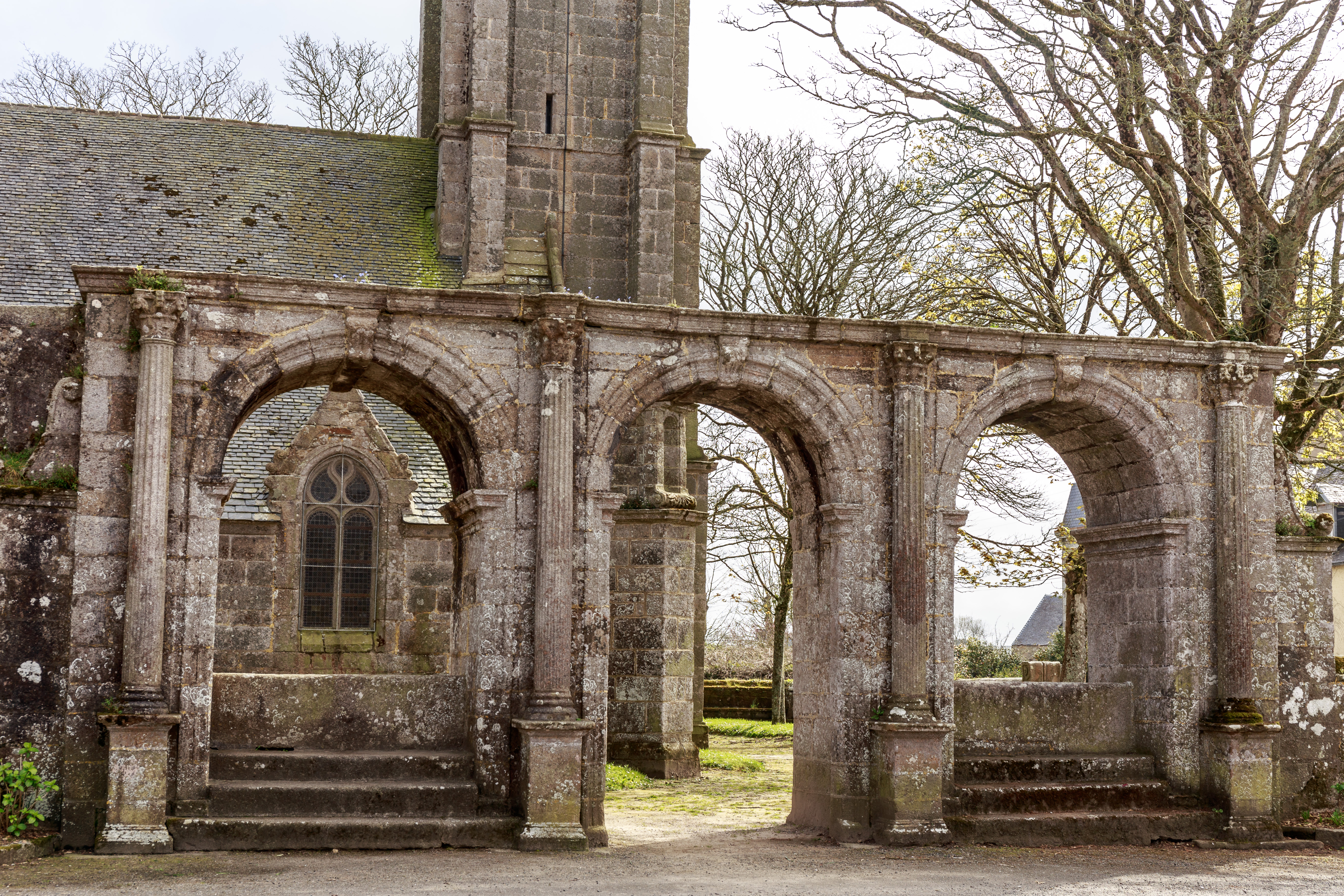
La porte triomphale.
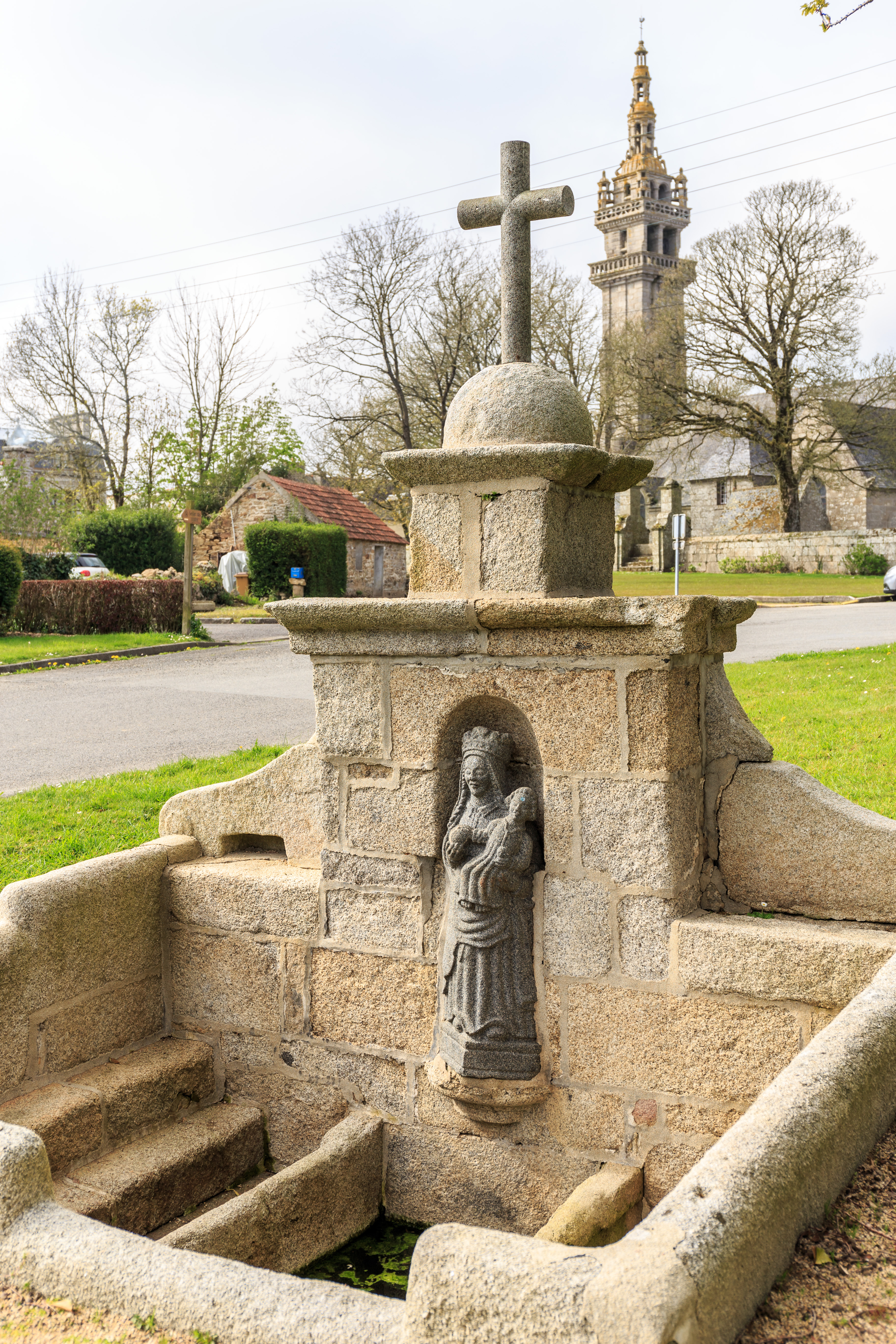
La fontaine.